# Charles S. Sewall
Charles S. Sewall (* 1779 im Queen Anne’s County, Maryland; † 3. November 1848 im Harford County, Maryland) war ein US-amerikanischer Politiker. In den Jahren 1832 und 1833 sowie nochmals im Jahr 1843 vertrat er den Bundesstaat Maryland im US-Repräsentantenhaus.

## Werdegang
Charles Sewall besuchte die öffentlichen Schulen seiner Heimat. Während des Britisch-Amerikanischen Krieges von 1812 diente er in der Miliz von Maryland. Danach schlug er eine politische Laufbahn ein. Er war sowohl Mitglied des Abgeordnetenhauses als auch des Senats von Maryland. In den 1820er Jahren schloss er sich der Bewegung um den späteren Präsidenten Andrew Jackson an. Später wurde er Mitglied der von diesem gegründeten Demokratischen Partei.
Nach dem Tod des Abgeordneten George Edward Mitchell wurde Sewall bei der fälligen Nachwahl im sechsten Wahlbezirk seines Staates als dessen Nachfolger in das US-Repräsentantenhaus in Washington, D.C. gewählt, wo er am 1. Oktober 1832 sein neues Mandat antrat und bis zum 3. März 1833 die laufende Legislaturperiode beendete. Im Jahr 1843 wurde er für den verstorbenen Kongressabgeordneten James Wray Williams im dritten Distrikt von Maryland in den Kongress gewählt. Dieses Mal beendete er zwischen dem 2. Januar und dem 3. März dieses Jahres die laufende Legislaturperiode.
Nach dem Ende seiner Zeit im US-Repräsentantenhaus zog Charles Sewall in das Harford County. Dort starb er am 3. November 1848 auf dem Anwesen Rose Hill.